# Грегъри Блексленд
Грегъри Блексленд (на английски: Gregory Blaxland) е английски фермер, изследовател на Австралия.

## Произход и младежки години (1778 – 1813)
Роден е на 17 юни 1778 година в градчето Фордуич, графство Кент, Англия, в семейството на Джон Блексленд и Мери Паркър. През юли 1799 се оженва за 20-годишната Елизабет Спърдън, от която има седем деца. През 1805 г., заедно с цялото си семейство, емигрира в Австралия. Недалеч от днешния град Сидни закупува ферма от 4000 акра (около 1600 ха) и започва да развива животновъдство и земеделие.

## Експедиция (1813)
През май 1813 г., заедно с Уилям Лоусън, Уилям Чарлз Уинтуърт и няколко други колонисти, извършва първото пътешествие във вътрешността на континента, като целта на експедицията е търсене на нови пасища, пригодни за развитие на овцевъдството.
Колонистите пресичат Големия Вододелен хребет по течението на река Кокс и зад него откриват обширни тревисти равнини, напълно пригодни за пасища.

## Следващи години (1813 – 1853)
През 1822 г. за кратко се връща в родината си, където през февруари 1823 публикува дневника със записките по време на пътешествието под заглавието: „Journal Of A Tour Of Discovery Across The Blue Mountains“.
След завръщането си от Англия продължава земеделската и животновъдната си дейност във фермата. Той е един от първите фермери, които започват да отглеждат лозя в Австралия. Към края на живота си става един от най-големите производители на спиртни напитки, с които започва да развива търговска дейност.
Той претърпява голяма лична загуба с ранната смърт на съпругата му, която умира през декември 1826, а по-късно и двама от синовете му. Самоубива се на 1 януари 1853 година в Нов Южен Уелс на 74-годишна възраст.

## Памет
Неговото име носи административен район в западната част на Сидни, Австралия.